# Nachthaai
De nachthaai (Carcharhinus signatus) is een haai uit de familie van de requiemhaaien.

## Natuurlijke omgeving
De nachthaai komt voor in:
- Het westen van de Atlantische Oceaan van Delaware tot Florida (USA)[5], Bahama's[5] en Cuba,[6] het zuiden van Brazilië[5] en Argentinië.[5]
- Het oosten van de Atlantische Oceaan van Senegal[5] tot Ivoorkust,[5] Ghana[5] tot Kameroen,[5] Democratische Republiek Congo,[5] Angola[7] en ten noorden van Namibië.[8]

## Synoniemen
- Hypoprion bigelowi - Cadenat, 1956[9]
- Hypoprion longirostris - Poey, 1876[10]
- Hypoprion signatus - Poey, 1868[2]

Zwartsnuithaai (C. acronotus) · Zilverpunthaai (C. albimarginatus) · Grootsnuithaai (C. altimus) · Sierlijke haai (C. amblyrhynchoides) · Grijze rifhaai (C. amblyrhynchos) · Varkensooghaai (C. amboinensis) · Borneohaai (C. borneensis) · Koperhaai (C. brachyurus) · Tolhaai (C. brevipinna) · Nerveuze haai (C. cautus) · Pacifische kleinstaarthaai (C. cerdale) · Witwanghaai (C. dussumieri) · Zijdehaai (C. falciformis) · Kreekhaai (C. fitzroyensis) · Galapagoshaai (C. galapagensis) · Pondicherryhaai (C. hemiodon) · Fijntandhaai (C. isodon) · Gladtandzwarttiphaai (C. leiodon) · Stierhaai (C. leucas) · Zwartpunthaai (C. limbatus) · Oceanische witpunthaai (C. longimanus) · Hardsnuithaai (C. macloti) · C. macrops · Zwartpuntrifhaai (C. melanopterus) · Schemerhaai (C. obscurus) · Caribische rifhaai (C. perezii) · Zandbankhaai (C. plumbeus) · Atlantische kleinstaarthaai (C. porosus) · Zwartstiphaai (C. sealei) · Nachthaai (C. signatus) · Vlekstaarthaai (C. sorrah) · Australische zwartpunthaai (C. tilstoni)